# Hall of Sermon
Hall of Sermon GmbH (в некоторых источниках — Hall of Sermon Records) — независимый лейбл, основанный в 1991 году (по другой версии — в 1990 году) Тило Вольффом для выпуска альбомов Lacrimosa. В 90-х годах лейбл занимался выпуском релизов сторонних групп, игравших как правило, в различных готик- и метал-жанрах. С 2001 года лейбл занимается исключительно вопросами издания релизов Lacrimosa, а с 2004 года также и релизами сайд-проекта Вольффа — SnakeSkin.

## История

### Основание и начало (1990—1993)

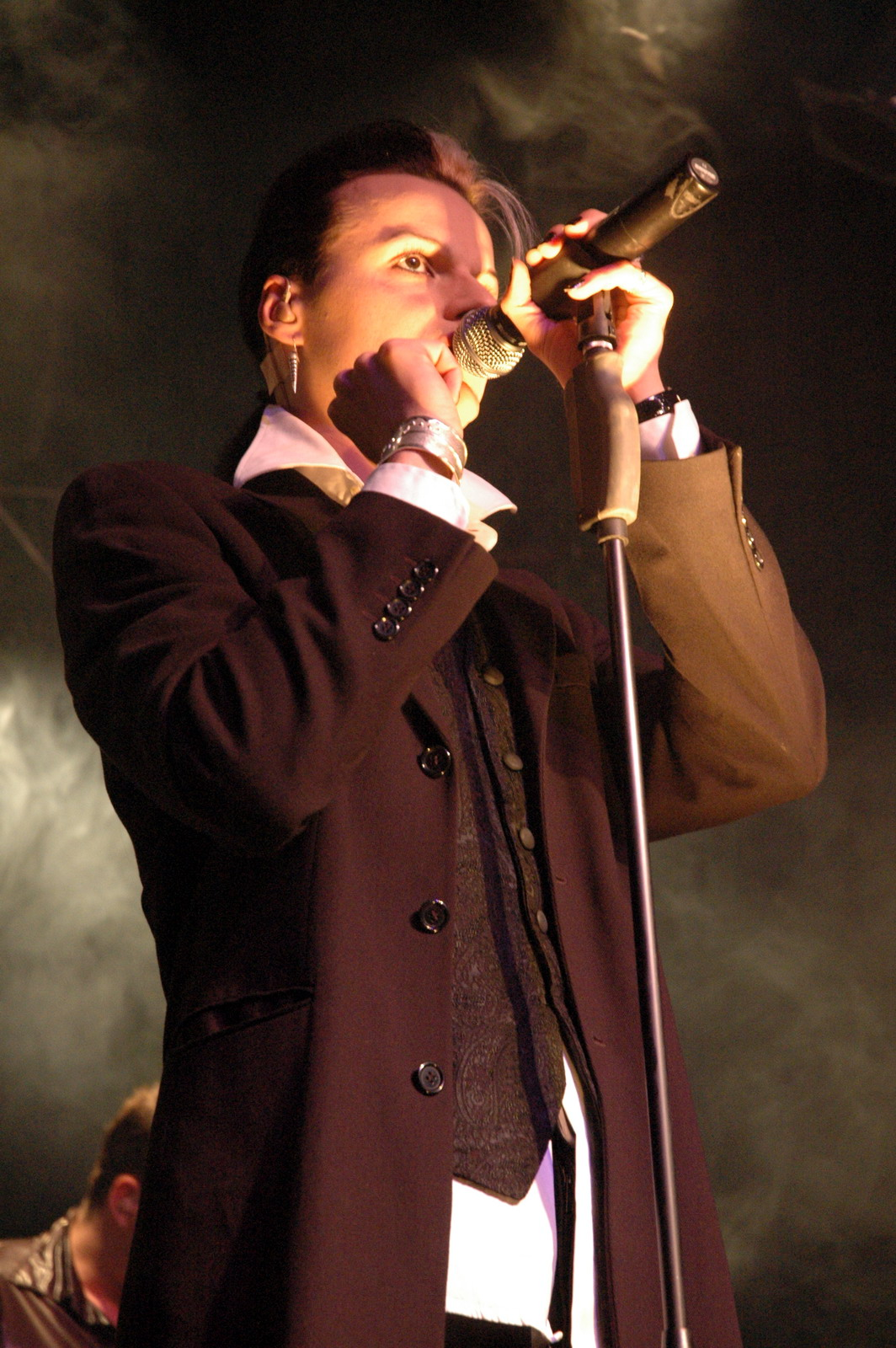
Основатель лейбла Тило Вольфф во время выступления в Польше в 2005 году

После завершения записи своей первой демо-кассеты Clamor в ноябре 1990 года, восемнадцатилетний Вольфф вскоре приступил к записи своего дебютного альбома Angst, и по окончании процесса разослал копии в несколько звукозаписывающих фирм, получив в ответ несколько предложений от них. На тот момент Вольфф не имел никакого опыта ведения бизнеса, в связи с чем обратился к адвокату, показав ему присланные копии контрактов. Адвокат пояснил, что согласно предложенным контрактам Вольфф должен был передать все права на несколько последующих альбомов тому лейблу, с которым он подпишет подобный контракт. Вольффа подобный вариант не устроил и он принял решение о создании собственного лейбла. Вольффу потребовалось более года чтобы разобраться с основами ведения бизнеса и открыть собственную контору. Таким образом, лейбл был основан в конце 1991 года. Как он сам впоследствии объяснял в различных интервью, собственный лейбл ему понадобился чтобы «иметь определённую степень свободы в отношении группы, которую другая фирма дать не смогла бы».
Вольфф создал лейбл исключительно на свои деньги, без какой-либо материальной поддержки со стороны родителей. Как позднее вспоминал Вольфф, единственной вещью, которую он получил от своих родителей, стала печатная машинка для офисной работы, которую отдала его мать. Чтобы иметь возможность заниматься музыкой (в том числе и финансировать свой лейбл) Вольфф после окончания школы занимался «тяжелой, но хорошо оплачиваемой работой». Подработка и открытие собственного лейбла вызвали задержку в работе над дебютным альбомом Lacrimosa.
Лейбл был зарегистрирован в Швейцарии, где и проживал сам Вольфф. Впоследствии, несмотря на то, что много времени стал проводить в звукозаписывающей студии в Гамбурге, он не стал переносить штаб-квартиру лейбла в Германию. Расположение лейбла в Швейцарии сам Вольфф объясняет тем, что сам чаще всего живёт в этой стране, и для него «очень важно находиться в центре Европы», поскольку на своём автомобиле он за несколько часов может добраться как до Гамбурга, так и до юга Франции, а кроме того он считает Швейцарию «очень красивой живописной страной», что «тоже сыграло роль» в выборе места.
В качестве первого релиза своего молодого лейбла Вольфф хотел видеть именно альбом Lacrimosa. Первые варианты оформления Angst Вольфф создал лично, но затем обратился в профессиональную студию Imago. Из-за низкого качества записи альбома Вольффу пришлось издавать его на виниле (для последующего переиздания на CD был сделан ремастеринг). Напечатав партию пластинок, Вольфф занялся поисками дистрибьютора. Однако, в связи с полной неизвестностью как лейбла, так и группы, магазины отказывались брать пластинки на реализацию. В поисках выхода из сложившейся ситуации, Вольфф обратился к участникам группы Love Like Blood, владевших собственным лейблом с налаженным каналом дистрибуции. Получив их разрешение и отправив альбом в магазины, Вольфф столкнулся с новой проблемой: без рекламы альбом раскупался крайне плохо. С налаживанием механизмов дистрибуции и улаживании многочисленных проблем Вольффу помог Гуннар Эйзель из всё той же группы Love Like Blood. В результате Angst разошёлся тиражом в 1000 экземпляров за первые полгода.
Вскоре Вольфф помимо работы над материалом для своего основного проекта Lacrimosa принял участие в творческой деятельности немецкого писателя (а впоследствии и музыканта) Кристиана Дёрге. В частности, в ноябре 1992 года Вольфф и Освальд Хенке из группы Goethes Erben (в процессе создания также приняли участие Вольфрам Нестрой и Бруно Крамм) помогли записать дебютный альбом Дёрге под названием Lycia. Вольфф впоследствии объяснял их участие тем, что Дёрге на тот момент мог писать лишь стихи, но не умел писать музыку. В свою очередь, Дёрге помог Вольффу с оформлением обложки сингла «Alles Lüge». Несмотря на то, что оба музыканта работали над одним релизом, запись песен шла в разных студиях и в разное время. Хенке в интервью рассказывал, что данный альбом «следует рассматривать как собрание двух различных групп музыкантов, которые переложили на музыку стихи Кристиана» и что альбом «был разовым проектом до тех пор, пока в нём были заинтересованы музыканты». Альбом, вышедший в августе 1993 года на Hall of Sermon, становится первым полноценным «сторонним» релизом лейбла. Однако, Дёрге посчитал этот опыт крайне негативным для себя и впоследствии в интервью упоминал запись этого альбома как «самое неприятное, что когда-либо с ним случалось» и он не хотел бы повторить этот опыт даже за деньги.

### Расцвет (1994—2001)

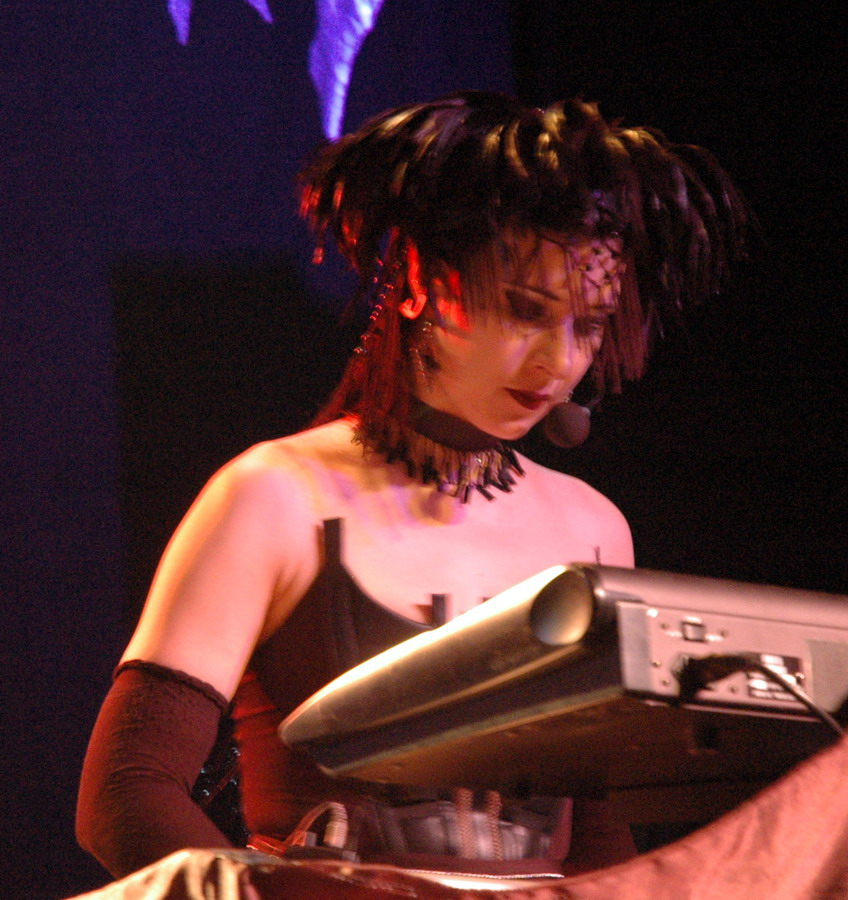
Анне Нурми во время выступления в Польше в 2005 году

В 1994 году к Lacrimosa присоединяется финская исполнительница Анне Нурми, которая наряду со своей музыкальной деятельностью в группе начинает наравне с Вольффом участвовать и в управлении лейблом. Первоначально она работала на лейбле, живя в своей родной Финляндии, но в дальнейшем из-за постоянного роста нагрузки переехала в Швейцарию, где располагался офис Hall of Sermon, и начала учить немецкий язык.
Параллельно с успехом Lacrimosa развивался и лейбл, и Вольфф начал записывать и другие группы. Политика выбора групп, по словам Анне Нурми, была проста: группы выбирались исходя из вкусов самих Вольффа и Нурми. При этом Вольфф и Нурми при работе с подписанными на лейбл группами старались придерживаться принципа «давай музыкантам столько же свободы, сколько давал себе сам». В этот период были заключены контракты с такими группами как швейцарская Blockhead, исполнявшая музыку в различных стилях со значительным влиянием индастриала; бельгийская The Breath Of Life, игравшая готик-рок; швейцарская Network, игравшая в стиле EBM. Групп, игравших музыку в стиле метал, на тот момент подписано на лейбл не было, но по словам Нурми в интервью 1996 года, они тогда присматривались к подобным группам. Единственным ограничением было отсутствие сатанизма в текстах песен и идеологии группы.
В 1995 году немецкий журнал Zillo вручил премию проекту Lacrimosa как лучшим альтернативным музыкантам года. Размер премии составил 10 000 марок. Полученные деньги было решено потратить на проведение конкурса среди молодых групп, исполняющих готическую либо метал-музыку. Группы должны были прислать свои демозаписи, трём лучшим из которых в дальнейшем оплачивалась запись альбома в студии. Первые три места заняли следующие группы:
1. австрийская симфоник-метал-группа Dreams Of Sanity,
2. немецкая The Gallery,
3. Seven Ox.

Hall Of Sermon заключил контракты на выпуск альбомов со всеми тремя группами.
В 1996 году Вольффу приходит идея провести фестивальное турне, в рамках которого должны были бы выступить на одной сцене как группы, исполняющие метал-музыку, так и группы, более тяготеющие к готике. В рамках совместного тура Dark Winter Nights по Германии во второй половине декабря 1996 года (с такими группами как Lacrimosa, The Gathering, Sentenced и Depressive Age) также был выпущен одноимённый сборник, в который вошли как песни групп, подписанных на лейбл, так и известных групп, с которыми контракта у Hall Of Sermon не было. 6 апреля 1997 года между Hall of Sermon и Dreams of Sanity был подписан контракт на выпуск их дебютного альбома Komödia, записанного в январе 1997 года. После тура Lacrimosa, последовавшего за выходом в том же году альбома Stille, Вольфф и Нурми занялись подготовкой к выпуску альбома Komödia, вышедшего в конце 1997 года, и новым альбомом The Breath Of Life, вышедшем в марте следующего года.
Осенью 1997 года к лейблу обратилась молодая польская группа Artrosis, основанная лишь двумя годами ранее и имевшая на своём счету лишь демо Siódma pieczęć (с пол. — «Седьмая печать»), вышедшее в 1996 году. Hall of Sermon занялся выпуском англоязычной версии их дебютного альбома ''Ukryty wymiar'' (с пол. — «Скрытое измерение»). Релиз был выпущен в январе 1999 года в Швейцарии под названием «Hidden Dimension».
К 1998 году у Hall of Sermon были контракты лишь с 4 группами (группы Blockhead и Network к этому времени уже прекратили своё существование): 3 группы, подписанные ранее (The Breath of Life, Dreams of Sanity, The Gallery), и одна новая немецкая группа Love Like Blood. Сам по себе лейбл на тот момент дохода всё ещё не приносил, но благодаря прибыли, приносимой Lacrimosa, это не было критично. Более того, Вольфф и Нурми прибыль от продажи дисков Lacrimosa вкладывали в выпуск и раскрутку групп, подписанных на их лейбл.
Вскоре к лейблу обратилась немецкая группа Girls Under Glass, которая после закрытия в конце 1997 года подразделения Deathwish Office (принадлежащего мажор-лейблу Nuclear Blast) осталась без контракта с лейблом. Ранее, в начале 1998 года группа записала новый альбом Equilibrium, выдержанный в стилистике их ранних творений, и обратилась непосредственно к Nuclear Blast. Но поскольку подразделение Deathwish Office, занимавшееся изданием готической музыки, к тому времени уже было закрыто, то в подписании контракта группе было отказано, поскольку представители лейбла заявили, что Nuclear Blast не занимается изданием подобной музыки. Тогда, в поисках другого лейбла, который бы занялся изданием Equilibrium на территории Германии, группа обратилась к Вольффу. Поскольку Вольфф ранее уже был знаком с их творчеством, то охотно заключил с группой контракт на выпуск данного альбома (контракт был подписан в феврале 1998 года). Со стороны HoS группе также была оказана помощь в оформлении релиза, обложку к которому нарисовал один из сотрудников HoS. Альбом вышел в Германии 21 июня 1999 года. Изначально контракт предусматривал возможность выпуска второго альбома на лейбле HoS, но поскольку стиль музыки группы вновь изменился, то новый альбом оказался вне сферы интересов как Тило Вольффа, так и лейбла. В итоге, группа Girls Under Glass позднее выпустила альбом Minddriver на собственном лейбле Aragon Records в 2001 году.
В том же 1999 году Вольфф вновь возвращается к теме выпуска музыкальных сборников с композициями различных музыкальных групп и в августе выпускает компиляцию Ladies, Queens & Sluts, музыкальный материал для которой он подобрал лично.
Через некоторое время Вольфф осознал, что лейбл и издание релизов других групп отнимают у него слишком много времени в ущерб его основному проекту. Сначала Вольфф с этим пытался бороться нанимая для лейбла всё больше и больше людей, но это привело к другой проблеме: нанятые люди не совсем чётко представляли себе потребности подписанных на лейбл групп. Таким образом, Вольфф по сути оказался перед выбором: посвятить себя своему музыкальному проекту Lacrimosa или продолжить свой музыкальный бизнес.

### Смена парадигмы (2001—…)
Для решения возникших проблем Вольфф принял решение в дальнейшем не заниматься выпуском альбомов других групп, сделав окончательный выбор в пользу Lacrimosa. И к лету 2001 года сотрудничество Hall of Sermon с другими исполнителями было прекращено. В качестве компенсации этим группам лейбл постарался помочь с подписанием контрактов с другими лейблами, причём большинство групп, по словам Вольффа, сделало это довольно быстро.
Однако, этот период не для всех групп закончился благополучно. Когда в январе 2001 года Вольфф объявил группе Dreams of Sanity о расторжении контракта, то это по сути стало катализатором её распада, так как после этого в группе начались неурядицы, часть участников покинула коллектив, и в конечном итоге в июле 2002 года группа официально прекратила своё существование. Согласно интервью Вольффа веб-порталу Sounds Online Magazine, после того как Вольфф объявил группе Dreams of Sanity о своём решении, те приняли решение окончательно распустить группу, поскольку они якобы «не хотели другой лейбл». Впрочем, сам же Вольфф признаёт, что к этому моменту отношения между лейблом и группой нельзя было назвать положительными, поскольку с обеих сторон уже накопилось достаточно поводов для взаимных упрёков.
Определённые потери в составе понесла и группа The Breath of Life. Объявление Вольффа в марте 2001 года о разрыве отношений окончательно подтолкнуло к уходу из группы Филиппа Мороя, официально ушедшего «по профессиональным причинам» (в апреле на его место пришёл Дидье Чепчик).
В том же 2001 году между Hall of Sermon и немецким мажор-лейблом Nuclear Blast был подписан контракт, согласно которому Nuclear Blast отвечал за распространение релизов Hall of Sermon в тех странах, где Hall of Sermon по каким-либо причинам этого делать не мог. Hall of Sermon продолжил выпуск релизов на территории Германии, Австрии, Швейцарии и некоторых других стран. В одном из интервью Нурми, поясняя сделанный выбор, назвала Nuclear Blast «старыми друзьями». Первым альбомом, выпущенным Nuclear Blast по лицензии Hall of Sermon, стал Fassade, вышедший в 2001 году (но первым официальным релизом стал сингл «Der Morgen Danach»). Нурми утверждала, что «полноценную поддержку релиза Fassade и концертного тура своими силами» Hall of Sermon осуществить бы не смог, поэтому они с Вольффом сконцентрировались на музыке, а Nuclear Blast занялся промоушном и дистрибуцией альбома. В следующем 2002 году Nuclear Blast, прежде чем продолжить издание дискографии Lacrimosa, выпустил ретроспективный лимитированный бокс Vintage Classics, состоящий из 7 виниловых пластинок и открытки с автографами Вольффа и Нурми.
В октябре 2003 года Тило Вольф, отвечая на вопросы фанатов, пояснил, что политика Hall of Sermon строилась на заключении контрактов со сторонними региональными лейблами, которые по лицензии выпускали релизы HoS в своих странах (например, контракт с российским лейблом Irond). При межрегиональном импорте релизов лейбл, как правило, требовал, чтобы владельцы лицензии разделяли свои собственные варианты изданий от импортируемых, вплоть до изменения (по согласованию с HoS) оформления релизов. Аналогичным образом решался и вопрос с эксклюзивными композициями на лицензионных изданиях: такие композиции, изданные в какой-либо определённой стране (например, в Японии), впоследствии издавались и в остальных странах, но уже в составе других релизов. Относительно возобновления заключения контрактов со сторонними музыкальными группами в том же блиц-интервью Вольфф заявил, что «у него в столе лежит контракт с группой» (название группы он не упомянул), с которой он собирался его подписать.
В конце мая 2004 года на одном из крупнейших европейских готических фестивалей Wave-Gotik-Treffen (а затем в августе того же года и на M'era Luna Festival) появляются синглы «Melissa» и «I Am The Dark» никому неизвестной группы SnakeSkin, вызвавшие определённый интерес у публики. Ни состав участников данного проекта, ни его авторы указаны не были. Осенью того же года к выходу дебютного альбома Music For The Lost был запущен официальный веб-сайт проекта, где впервые было указано, что автором и единственным участником SnakeSkin является Тило Вольфф. Соответственно, лейбл стал заниматься делами уже двух
проектов. Как выразился Вольфф в 2005 году, они с Нурми «сфокусировали внимание только на Lacrimosa и SnakeSkin».
В октябре 2005 года между HoS и немецкой компанией edelNET GmbH был заключён договор, согласно которому последняя должна была заняться цифровой дистрибуцией релизов из каталога HoS, в частности edelNET должна была организовать легальное распространение этих релизов в сети Интернет, в том числе на портале iTunes.
По состоянию на 2007 год лейбл занимался исключительно Lacrimosa, в частности подписанием контрактов (например, с российским лейблом Irond) для контроля за выпуском релизов Lacrimosa по всему миру. Кроме того, Вольфф продолжал придерживаться своей точки зрения, что маленький лейбл и должен оставаться маленьким.
В 2010 году дела у лейбла шли хорошо, несмотря на то, что Вольфф был «не удовлетворён нынешним положением дел в работе лейбла» в связи с последствиями экономического кризиса 2008 года.

## Студия
Помимо лейбла Вольфф создал для себя ещё и студию Sonic Delirium-Studio, расположенную также в Швейцарии. В интервью 2006 года российскому журналу RockOracle он заявил, что почти все записи Lacrimosa он делает в Гамбурге, но «90 % записи» альбома Canta’Tronic проекта Snakeskin было сделано именно в швейцарской студии.

## Исполнители, сотрудничавшие с лейблом
Ниже представлен список музыкальных групп, выпуском релизов которых занимался Hall of Sermon. Список упорядочен в хронологическом порядке относительно года заключения контракта (если он известен), либо даты выхода первого альбома на лейбле Hall of Sermon.
Выпускающиеся
- Lacrimosa (март 1991 — наст. время)
- SnakeSkin (май 2004 — наст. время)

Ранее выпускавшиеся
- Кристиан Дёрге (ноябрь 1992 — август 1993)
- Blockhead (1994)
- The Breath of Life (август 1994 — март 2001)
- Network (1994)
- Dreams of Sanity (декабрь 1996 — январь 2001)
- The Gallery (1996)
- Artrosis (1997—1999)
- Love Like Blood (1998—2001)
- Evergrey (1999—2001)
- Girls Under Glass (февраль 1998 — июнь 1999)

## Комментарии
1. ↑  В некоторых интервью Анне Нурми и Тило Вольфф говорили, что Hall Of Sermon всё же был основан в 1990 году.